# Égliseneuve-des-Liards
Égliseneuve-des-Liards é uma comuna francesa na região administrativa de Auvérnia-Ródano-Alpes, no departamento Puy-de-Dôme. Estende-se por uma área de 8,33 km². Em 2010 a comuna tinha 154 habitantes (densidade: 18,5 hab./km²).